# III. Pepi
III. Pepi (uralkodói nevén Szenoferanhré) az ókori egyiptomi XVI. dinasztia egyik uralkodója lehetett, a második átmeneti korban. Wolfgang Helck szerint dinasztiája ötödik királya volt, Jürgen von Beckerath szerint a tizenharmadik. Mivel helye a dinasztia kronológiájában bizonytalan, nem világos, ki volt elődje és utódja.
Szenoferanhré Pepi egyetlen szkarabeuszpecsétjéről ismert, melyen a neve szerepel. Kim Ryholt vitatja, hogy a szkarabeusz azt bizonyítaná, hogy Pepi a XVI. dinasztia uralkodója volt, mert szerinte stílusa alapján nem a második átmeneti korra datálható. Ryholt szerint „a pecsét mérete és kialakítása (prenomen + nomen kártus és királyi titulatúra vagy jelzők nélkül) példa nélküli a második átmeneti korban, emellett a jelek stílusa is nagyban eltér a második átmeneti kori ecsétekétől.” Úgy véli, a pecsét inkább az első átmeneti korban készülhetett, ami azonban szokatlanul korai lenne, mert a legkorábbi ismert szkarabeuszok csak a XII. dinasztia végéhez tartozó III. Szenuszert uralkodása alatt jelennek meg.

## Fordítás
- Ez a szócikk részben vagy egészben  a   Pepi III című angol Wikipédia-szócikk ezen változatának fordításán alapul.  Az eredeti cikk szerkesztőit annak laptörténete sorolja fel. Ez a jelzés csupán a megfogalmazás eredetét és a szerzői jogokat jelzi, nem szolgál a cikkben szereplő információk forrásmegjelöléseként.